# Kathedraal van de Verrijzenis van Christus
De Kathedraal van de Verrijzenis van Christus (Oekraïens: Собор Святого Воскресіння) is de kathedraal van de Oekraïense Grieks-katholieke Kerk in Ivano-Frankivsk, een historische stad in het westen van Oekraïne.

## Geschiedenis
In het begin van de 18e eeuw vestigden Jezuïeten zich in de toen geheten plaats Stanyslaviv. In 1720 begonnen de Jezuïeten met de bouw van een nieuwe kerk op de plaats van een door Turken verwoeste kerk. Deze kerk werd in 1729 voltooid. Er werden echter tijdens de bouw technische fouten gemaakt. De fouten waren zo ernstig, dat men gedwongen was de kerk in 1752 af te breken. Het jaar daarop werd begonnen met de bouw van een nieuwe kerk in de stijl van de barokke Oostenrijks-Beierse kerken met classicistische elementen. De bouw duurde tot 1763.
In 1773 werd op initiatief van de paus ook in de Habsburgse Rijk de jezuïetenorde ontbonden. Met het vertrek van de jezuïeten raakte de kerk geleidelijk in verval. In 1849 werd de kerk overgedragen aan de Grieks-katholieke gemeenschap van Stanyslaviv. Met de oprichting van het Grieks-katholieke bisdom kreeg het kerkgebouw de status van een kathedraal.
In 1901 kreeg de kerk een iconostase van vijf geledingen. Aan de beschildering van het interieur van de kathedraal werkten de bekende Oekraïense kunstenaars Anton Ivanovitsj Manastirski en Modest Danilovitsj Sosenko.
De communistische regering van de Sovjet-Unie liet de Oekraïense Grieks-katholieke Kerk zwaar vervolgen. De kerkelijke hiërarchie werd ontmanteld en de Verrijzeniskerk verloor de status van kathedraal.
Op 28 januari 1990 werd de kerk teruggegeven aan de Grieks-katholieke geloofsgemeenschap van Ivano-Frankivsk. Vanaf 1995 tot 2003 werd de kerk gerestaureerd.

## Afbeeldingen interieur

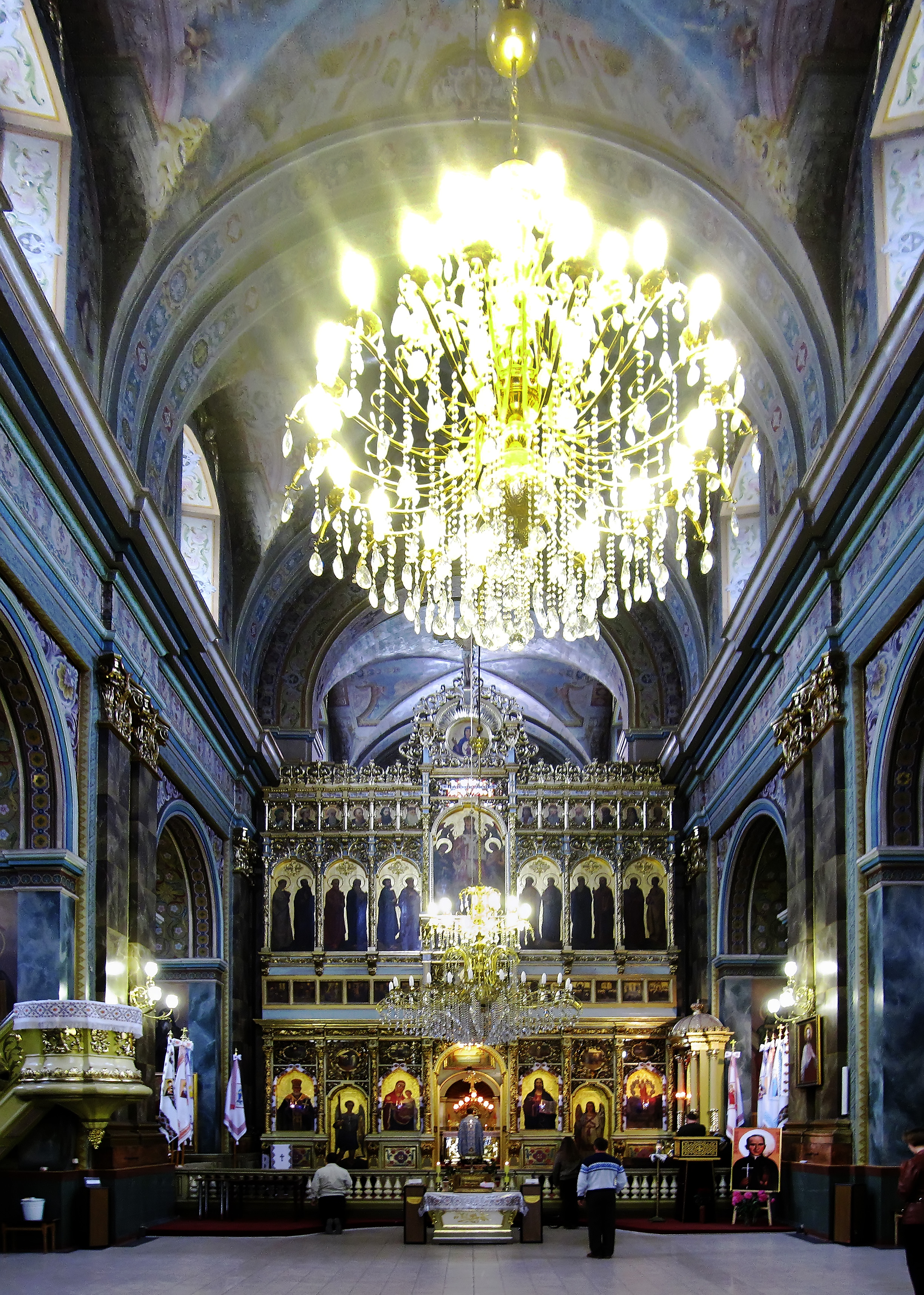
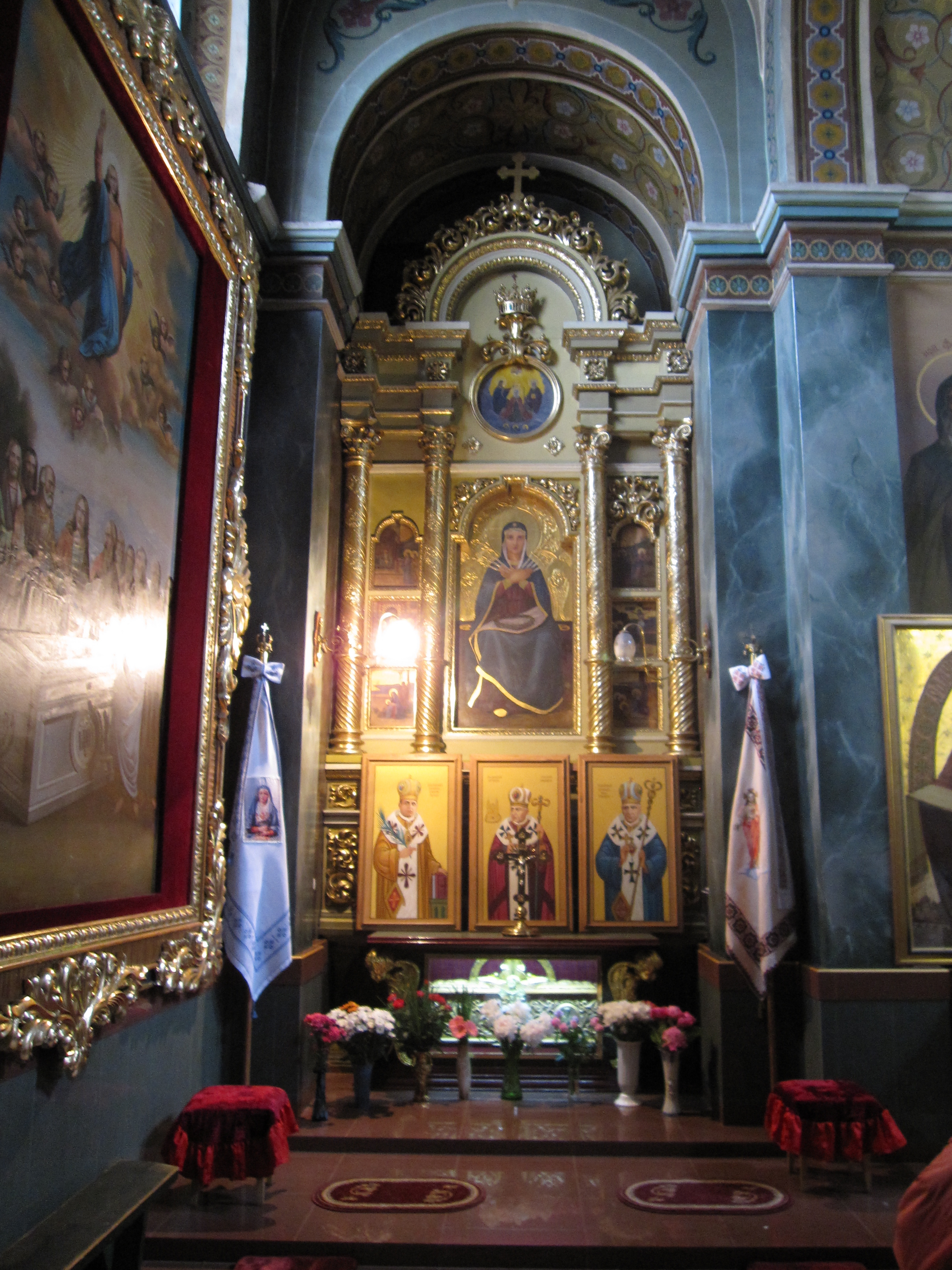
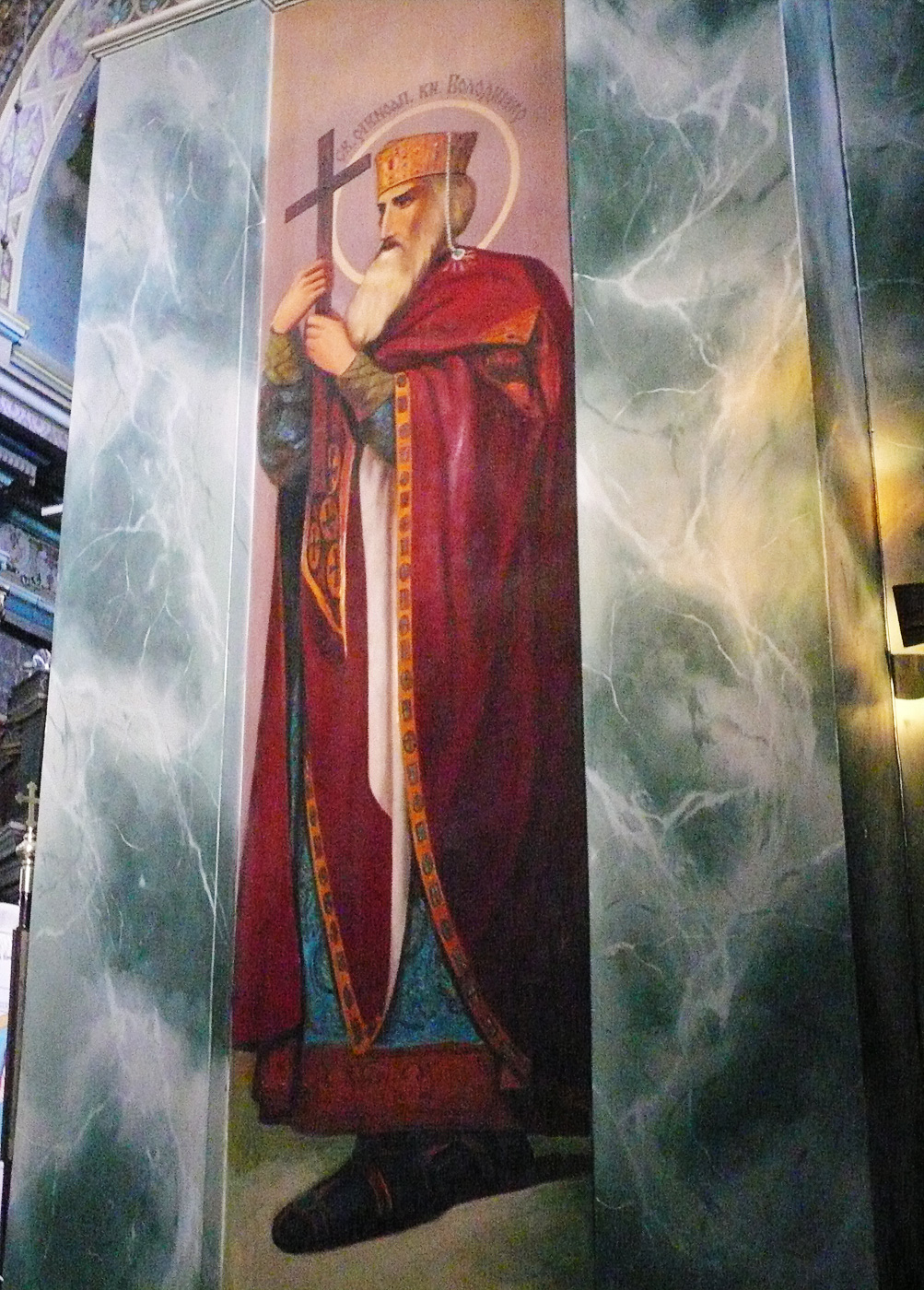